# Кончина (фільм)
«Кончина» — радянський трисерійний телефільм 1989 року, знятий режисером Миколою Кошелєвим на кіностудії «Ленфільм».

## Сюжет
Телефільм за мотивами однойменної повісті Володимира Тендрякова. Історія життя двох односельців у період 1920-50-х років. Кризовий стан колгоспного ладу показано з прикладу, не того що не розвалюється, а дуже міцного господарства. Фільм розкриває масу моральних та економічних протиріч. В основі фільму лежить суперечка героїв про шляхи розвитку рідного Пожара.

## У ролях
- Володимир Гостюхін — Євлампій Микитович Ликов
- Володимир Ємельянов — Іван Слєгов (озвучив С. Паршин)
- Микола Лавров — Матвій Васильович Студьонкін
- Петро Семак — Сергій, племінник Ликова
- Валерій Захар'єв — Павло Опанасович Жоров
- Олександр Суснін — Федір Семеніхін (Самоха)
- Герман Колушкін — Григорій Кочкін
- Сергій Артем'єв — Льовка Ухо
- Анатолій Азо — Степан Зобов
- Олександр Зав'ялов — Редькін
- Вітаутас Паукште — дід Бляха (озвучив І. Єфімов)
- Галина Сабурова — Клювішна, ворожка
- Георгій Назаренко — Юхим Добряков
- Нійоле Ожеліте — Маруся, дружина Івана Слегова
- Сергій Бехтерєв — Микола Карпович Чистих, секретар райкому
- Наталія Боровкова — Ольга Максимівна
- Яків Степанов — Макуха
- Наталія Фоменко — Алька
- Анжеліка Неволіна — Ксюша
- Сергій Паршин — Льоха (озвучив інший артист)
- Любов Малиновська — Груня, мати загиблого на війні Веньки Ярцева
- Вадим Асташин — Борис Маркович Осокор, слідчий НВКД
- Аркадій Волгін — партійний працівник
- Тетяна Захарова — медсестра
- І. Левченка — епізод
- Владислав Метелиця — Митрій Єлькін
- Олена Павловська — Нюра, дружина Жорова
- Ігор Попенко — епізод
- Саїд Рагімов — епізод
- Володя Соколиков — син Студьонкіна
- Любов Тищенко — дружина Самохи
- Володимир Толубєєв — Петро Гнилов
- Г. Бресський — епізод
- Ігор Єфімов — Микола Олександрович, партійний працівник
- І. Колесников — епізод
- С. Рутковський — епізод
- Валерій Соколов — епізод
- Олена Іванова — листоноша
- Наталія Щербович — листоноша Глаша
- Олег Алатирьов — епізод
- Д. Александров — епізод
- Віктор Григорюк — бригадир, номенклатурний працівник
- Михайло Левченко — міліціонер
- Поліна Петренко — епізод
- С. Ващенко — епізод
- К. Голубєв — епізод
- І. Іванова — епізод
- Сергій Лєсних — епізод
- Наталія Сергєєва — Анна Кошкарьова

## Знімальна група
- Режисер — Микола Кошелєв
- Сценарист — Олександр Гетьман
- Оператор — Валерій Миронов
- Композитор — Ігор Цвєтков
- Художник — Михайло Суздалов